# Antonio Seoane Sánchez
Antonio Seoane Sánchez, també conegut pels noms de guerra Julián i Jorge, o pel nom fals Aureliano Barral (Boiro, 13 d'octubre de 1906 - Camp de la rata, 6 de novembre de 1948) fou un guerriller antifranquista gallec.
Va marxar a l'Argentina amb la seva família als cinc anys, i es van establir en Buenos Aires on el seu pare va treballar com a fuster. Arribat a l'adolescència, Antonio va col·laborar amb l'economia familiar distribuint el diari La Prensa. Interessat per les gents que arriben des de Galícia també com a immigrants, es va integrar en la Federació de Societats Gallegues, on a més col·laborava i va conèixer a molts dels fugits durant la Guerra Civil Espanyola. Ja casat i amb un fill, es va afiliar al Partit Comunista d'Espanya i, creient que la guerra mundial no acabaria en els Pirineus, sinó que la dictadura franquista instal·lada a Espanya podia ser derrotada, seguint instruccions del partit va marxar a Bilbao el 1943 per reorganitzar l'estructura comunista, però aquesta havia estat detinguda, amb el que va viatjar a Pamplona i després a Barcelona, des d'on se li va enviar a Madrid, a les ordres de Jesús Monzón, treballant clandestinament dins de l'aparell de propaganda del PCE fins a 1944. Aquest any la direcció comunista a Madrid va ser detinguda i Antonio, al costat d'altres militants com José Gómez Gayoso, va tornar a la seva terra, on va arribar a ser cap de l'Exèrcit Guerriller de Galícia. Encara que el va animar la victòria aliada en la guerra mundial i durant 1946 les accions de boicot i pressió de la guerrilla a Galícia van ser reeixides, a l'any següent la tensió amb el règim dictatorial de les potències aliades es va anar apaivagant i, a més, la guerrilla va començar a sofrir seriosos revessos en els seus enfrontaments.
Antonio, al costat de Gayoso i dos altres membres de la guerrilla va ser detingut a La Corunya el 10 de juliol de 1948. Va ser torturat durant la seva detenció i en Consell de guerra sumaríssim, va ser condemnat al costat de Gayoso a pena de mort per «activitats comunistes» i executat per garrot vil al Camp de la rata el 6 de novembre de 1948.
Rafael Alberti, en el seu poema Héroes caídos de la Resistencia Española escriví sobre Gayoso i Seoane:
| « | {...} Ahora yo quiero nombrar, no mi nombre, porque el mío es como el de los demás. ¿A quién nombraré primero? Nadie es segundo en mi lengua cuando es de acero el acero Si uno es glorioso, en glorioso al otro no hay quien le gane. Si digo Gómez Gayoso, ya estoy diciendo Seoane. | Canto fuerte, camaradas, compañeros, canto fuerte, aunque esta copla es de muerte sin la garganta apretada. ¡Sangre de Gómez Gayoso, sangre pura, sangre brava, sangre de Antonio Seoane, de Diéguez, de Larrañaga, de Roza, Cristino y Vía, valles de sangre, montañas! (...) | » |